# ويندهام وايز
ويندهام وايز هو ناقد سينمائي كندي، ولد في 1947.